# الدوحة فيستيفال سيتي

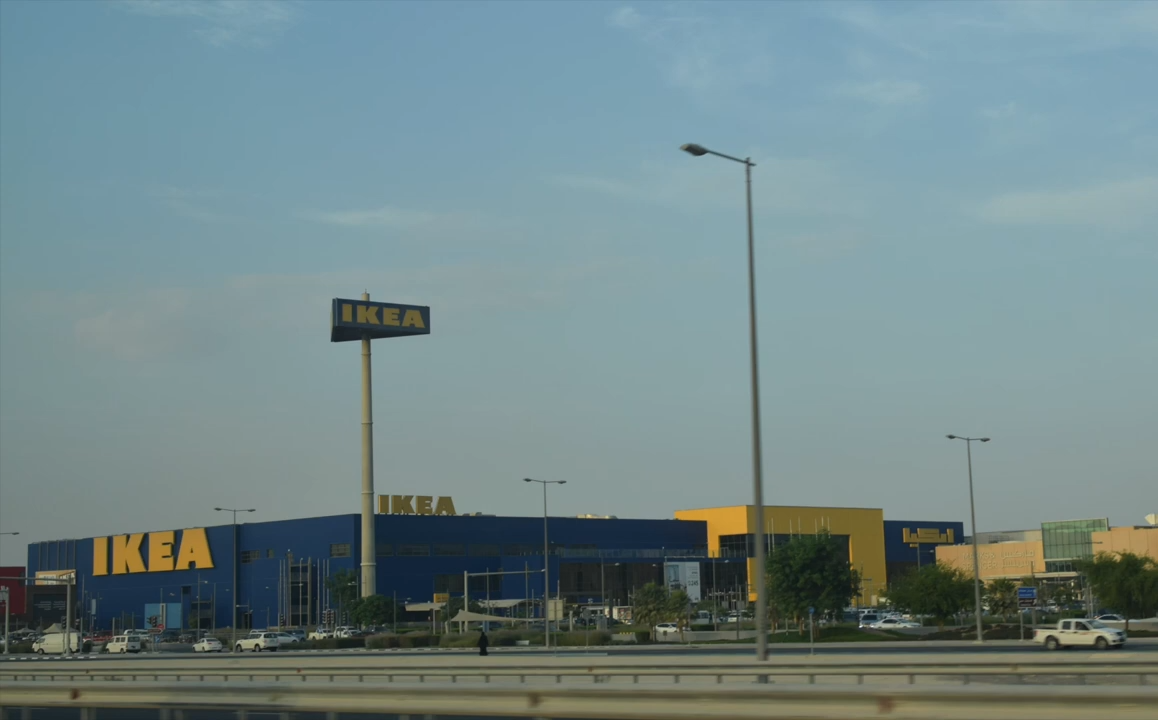

الدوحة فيستيفال سيتي هو مركز تسوق في الدوحة، قطر. تبلغ مساحته 600،000 متر مربع (6،500،000 قدم مربع) مع 240،000 متر مربع (2،600،000 قدم مربع) من المساحة القابلة للتأجير وهو أكبر مركز تجاري في قطر. يقع في شمال الدوحة ومن السهل الوصول إليها من لوسيل وطرق الشمال.
يضم الدوحة فيستيفال سيتي حوالي 540 متجر بما في ذلك إيكيا وهارفي نيكولز وديبنهامز ومونوبري وسينما وحديقة تسلية وحديقة ثلجية داخلية. يشمل أيضا أكثر من 100 مطعم ومقهى وفندق.
تم بناء المركز التجاري بتكلفة 6 مليارات ريال قطري (حوالي 1.6 مليار دولار أمريكي) وافتتح في أبريل 2017.